# John Bosa
John Wilfred Bosa (Keene, 10 gennaio 1964) è un ex giocatore di football americano statunitense che ha militato nel ruolo di defensive end nella National Football League (NFL).

## Carriera
Bosa all'università giocò a football al Boston College. Fu scelto nel corso del primo giro (16º assoluto) del Draft NFL 1987 dai Miami Dolphins. Giocò con essi per tutte e tre le stagioni della carriera professionistica, con un massimo di 3 sack nel suo anno da rookie.

## Palmarès
- PFWA All-Rookie Team - 1987

## Famiglia
Il figlio maggiore, Joey Bosa, giocò a college football alla Ohio State University e fu scelto come terzo assoluto nel Draft NFL 2016 dai San Diego Chargers. Il figlio minore, Nick Bosa, giocò anch'egli al college a Ohio State e fu scelto come secondo assoluto nel Draft NFL 2019 dai San Francisco 49ers. Joey e Nick indossano entrambi il numero 97, lo stesso del padre. Sono la seconda famiglia con tre membri scelti nel primo giro del draft NFL dopo Archie, Peyton ed Eli Manning.